# Kate Smith
Kathryn Elizabeth Smith (Greenville, 1 de mayo de 1907 – Raleigh, 17 de junio de 1986), más conocida como Kate Smith, fue una cantante estadounidense, conocida principalmente por su interpretación del tema de Irving Berlin "God Bless America". La carrera de Smith abarcó un total de cinco décadas, con actividad radiofónica, televisiva y discográfica, llegando a su mejor momento en la década de 1940.

## Inicios
Kathryn Elizabeth Smith nació en Greenville (Virginia). Su carrera artística se inició en 1930, cuando fue descubierta por el vicepresidente de Columbia Records, Ted Collins, que fue su mánager a lo largo de toda su vida. Collins hizo que Smith actuara en la radio en 1931, cantando la controvertida canción  "That's Why Darkies Were Born", y siguiendo con éxito en el medio durante los años treinta y cuarenta.
En 1932 actuó en Hello Everybody!, trabajando junto a Randolph Scott y Sally Blane. Ese film se estrenó al mismo tiempo que el de Mae West She Done Him Wrong, en una época en la cual Paramount Pictures tenía graves problemas financieros.  Paramount inicialmente promovió la película de Smith, aunque no tuvo una buena recaudación. Sin embargo, el debut de West en el cine fue un gran éxito. Esto, junto a la imagen física de Smith, hizo que únicamente rodada para Paramount unos cortos sin apenas trascendencia. Otro film en el que actuó fue This is the Army, estrenado en 1943 y en el cual cantó "God Bless America". 
Smith empezó a grabar en 1926. En 1931 cantó "Dream a Little Dream of Me", y sus mayores éxitos fueron "River, Stay 'Way From My Door" (1931), "The Woodpecker Song" (1940), "(There'll Be Bluebirds Over) The White Cliffs of Dover" (1941), "Rose O'Day" (1941), "I Don't Want to Walk Without You" (1942), "There Goes That Song Again" (1944), "Seems Like Old Times" (1946), y "Now Is the Hour" (1947). La canción que llegó a ser su tema musical fue "When the Moon Comes Over the Mountain", en la cual colaboró en la composición de las letras.

## Radio
Smith fue una importante estrella radiofónica, usualmente con el apoyo musical de la Jack Miller's Orchestra. En la NBC tuvo un show, Kate Smith Sings, al que siguieron diversos programas en la CBS: Kate Smith and Her Swanee Music (1931–33), The Kate Smith Matinee (1934–35), The Kate Smith New Star Revue (1934–35), Kate Smith's Coffee Time (1935–36), y The Kate Smith A&P Bandwagon (1936–37).  
The Kate Smith Hour fue, a lo largo de ocho años (1937–45), un programa radiofónico de variedades puntero, con una oferta de comedia, música y drama en la que había actuaciones de primeras personalidades del cine y el teatro, actuando de modo periódico los cómicos Bud Abbott y Lou Costello y Henny Youngman. 
Smith siguió trabajando para Mutual Broadcasting System, CBS, ABC, y NBC, con programas musicales y talk shows en la década de 1950. También presentó, entre el 25 de enero y el 18 de julio de 1960, The Kate Smith Show, un programa televisivo de variedades de la CBS.
Gracias a su popularidad, la cara de Smith se hizo habitual en los anuncios comerciales de la prensa de la época y, a lo largo de los años, fue portavoz de numerosas compañías, entre ellas Studebaker, Pullman, y Jell-O.

## Relación con el deporte profesional
Cuando el equipo de hockey Philadelphia Flyers tocó su versión de "God Bless America" antes de jugar el 11 de diciembre de 1969, se iniciaba una parte inusual de su carrera. El equipo empezó a tocar la canción antes de los partidos jugados a domicilio, con la sensación de que se tenían mayores éxitos en esas ocasiones, por lo cual se fue consolidando la tradición.
En el partido de los Flyers contra los Toronto Maple Leafs celebrado el 11 de octubre de 1973, Smith interpretó por sorpresa y en persona la canción, consiguiendo una excepcional acogida. Los Flyers ganaron el partido por 2-0.  
Smith cantó de nuevo la canción en el The Spectrum frente a 17.007 aficionados antes del inicio del 6º Juego del final de la Stanley Cup el 19 de mayo de 1974 contra los Boston Bruins. Los Flyers ganaron en esa ocasión su primera Stanley Cup. 
Smith también cantó en directo en la cancha de los Flyers el 13 de mayo de 1975, ganando su equipo a los New York Islanders, y el 16 de mayo de 1976, perdiendo en esta ocasión los Flyers frente a los Canadiens de Montréal.
En total, los Flyers obtuvieron 87 victorias, 4 empates y 23 derrotas cuando "God Bless America" se interpretó antes de sus partidos, todo ello antes de junio de 2010. Smith y su canción pasaron a formar una parte especial de la historia de los Flyers. En 1987 el equipo erigió en su memoria una escultura suya en el exterior de su cancha, The Spectrum. Los Flyers todavía muestran un video de Smith cantando "God Bless America" como signo de Buena suerte antes de los partidos más importantes. El video de su actuación se presenta actualmente con la compañía de Lauren Hart, hija del locutor Gene Hart, durante largo tiempo portavoz de los Flyers.

## Medalla Presidencial de la Libertad
El 26 de octubre de 1982 Smith recibió la Medalla Presidencial de la Libertad, el más alto honor civil estadounidense, de manos del Presidente Ronald Reagan. El senador Jesse Helms, admirador de Smith, se sumó a la ceremonia celebrada en Raleigh (Carolina del Norte). 

## Fallecimiento
Kate Smith, que nunca se casó, estuvo en sus últimos años aquejada de diabetes y de problemas derivados de su obesidad, hasta el punto de verse obligada a utilizar una silla de ruedas. Falleció en Raleigh (Carolina del Norte) el 17 de junio de 1986, a los 79 años de edad. Sus restos descansan en el Cementerio Saint Agnes de Lake Placid (Nueva York). 
Kate Smith fue incluida en 1999, a título póstumo, en el Salón de la Fama de la Radio. La cantante tiene dos estrellas en el Paseo de la Fama de Hollywood, una por su actividad musical en el 6157 de Hollywood Boulevard, y otra por su trabajo en la radio en el 6145 de la misma vía.

## Audio
- Command Performance (13 de marzo de 1942) con Kate Smith y Henny Youngman
- Glowing Dial: The Jack Benny Program (27 de marzo de 1938) con Kate Smith